# Чінсуко
Чінсуко (яп. ちんすこう/金楚糕, Chinsukō) — традиційні окінавські солодощі, що виготовляють із часів королівства Рюкю. Часто продаються як сувенір (міягеґаші). Невелике печиво, виготовлене переважно зі смальця та борошна, з м'яким солодким смаком, схожим на пісочне печиво.

## Походження
Точне походження Чінсуко невідоме, але численні випечені кондитерські вироби того часу вважаються можливими стравами-кандидатами, на основі яких було створено рецепт чінсуко. Таосу (桃酥) — традиційне китайське печиво на основі борошна, дуже схоже на Чінсуко. Кастелла, варіант бісквіта, привезений португальськими купцями, який був прийнятий як у китайській, так і в японській кухні, є ще одним претендентом. Іспанський польворон має багато спільного з чінсуко з погляду текстури, а також інгредієнтів. За іншою теорією Чінсуко є результатом спроб відтворити португальське боло, принесене Шовковим шляхом, використовуючи матеріали, доступні на Окінаві.